# تاكيهيسا ساكاموتو
تاكيهيسا ساكاموتو (باليابانية: 坂本 武久) (مواليد 26 أغسطس 1971)، هو لاعب كرة قدم ياباني سابق كان يلعب كحارس مرمى.

## وصلات خارجية
- تاكيهيسا ساكاموتو على موقع رابطة كرة القدم اليابانية للمحترفين (اليابانية)